# ドアチャイム
ドアチャイムとは、鉄道車両・バスなど旅客車の乗降口に設置された、乗客用のドアが開閉する際に鳴る音またはそれを発生させる装置である。
チャイム方式以外にもブザー方式もあるが、本項ではそれらを一括して記述する。

## 概要
旅客車両の乗降口に設置された車両のドアが開閉する際に鳴る音またはそれを発生させる装置である。ワンマン運転の路線バスや路面電車、ローカル線の列車では、運転席から離れた後部ドアの開閉時にブザーが鳴るが、その設置されているブザーの本体の脇に“扉開閉予告ブザー”と記された銘板を帖付してある乗り合い自動車の車両も見られた。日本での一般の鉄道車両に1990年代から設置されたものはバリアフリーのための装置で、ドアが開閉される際に鳴る音声は、視覚障害者などに対する配慮であり、様々な鉄道事業者の車両で採用されている。
2000年（平成12年）制定の高齢者、身体障害者等の公共交通機関を利用した移動の円滑化の促進に関する法律（交通バリアフリー法）の、「移動円滑化のために必要な旅客施設及び車両等の構造及び設備に関する基準（平成十二年十一月一日運輸省・建設省令第十号）」により設置が義務付けられたため、同法施行後に製造された車両、大規模な改修工事を行ったすべての車両には一部の例外を除いて設置されている。交通バリアフリー法は2006年（平成18年）に高齢者、障害者等の移動等の円滑化の促進に関する法律（バリアフリー新法）となったが、扉の開閉を音声で知らせる装備の要求に変化はない。
しかし例外として、京都市交通局20系電車の近鉄線乗り入れ時や札幌市交通局9000形電車は、ドアチャイムが鳴らない。
車両によってチャイムのメロディが異なり、一両の中でも左右のドアで異なる場合や、開閉時で音を分けている車両もある。
なお日本の鉄道車両でドアチャイムを初めて設置したのは1981年の京都市交通局10系電車が最初である（京都市交通局資料より）。
ドアチャイムが鳴るタイミングは、
- ドアが開閉する直前に鳴る（バスや路面電車の後部ドアのブザーと同じ。鉄道車両では少ない｡例;JR九州で使用の国鉄キハ47形式気動車を、ワンマン運転可能工場施工車に設置された。路線バス車両用のブザーで開閉の前に鳴動）
- ドアが開閉しながら鳴る（鉄道車両ではこのタイプが多い）
- ドアが開いている間中ずっと鳴る（各種機械などのドアやフードが開いている警告音としては多く用いられるが、鉄道車両の乗降口用としては一部）

の3通りがある。
音源は、かつてはメロディICが使用されていたが生産終了となったため、JR東日本E235系電車など、近年の鉄道車両ではPWMを用いた音が多い。東武10000系電車のように車内放送スピーカーと共用する例も存在する。

## バスのドアチャイム
バスも交通バリアフリー法およびその発展形であるバリアフリー新法の適用対象であるため、構造上著しい困難が伴うなどの事情がない限り、交通バリアフリー法施行後に製造された車両には音声などによりドアの開閉を知らせる装備が設けられている。
現在、泰平電機、ゴールドキング、オージから発売されている。

### ドアチャイムを導入している会社
東武バス・西鉄バス（2008年式9830号車以降の納入車両）・松戸新京成バス・平和交通（スマイリングシャトルの一部とベイタウンバスのみ）･あすか交通(KK-RJ車とPB-HR車のみ)・都営バス・山交バス・横浜市営バス・川崎市営バス（2011年以降の新車）・京都市営バス（ノンステップ車両）・大阪シティバス（廃止された赤バスを除く。ただし、日野・ポンチョIIには装備されていた）・神姫バス（もと姫路市営バス車両と2013年度以降に導入されたジェイ・バスの車両）は、ドアチャイムを導入している。宗谷バスの2010年以降新車購入路線車も導入を始めた。神戸市バスの2012年度導入の車両では、ドアブザーが鳴り始めてすぐにドアチャイムが被さって鳴る。また、遠鉄バスでは1997年以降の新車が原則として超低床ノンステップバスのみになることに伴い、視覚障害者にも低床車だとわかる様に従来のブザーに代わり（コミュニティバス用の中小型車を除いた大型車・中型ロング車では）全車ドアチャイムが採用された。その後、2009年の大型ワンステップバス初導入の際にピンポン+アナウンスタイプが採用され、その後は超低床ノンステップバス・ワンステップバスともにこのタイプとなっている。